# Бжезіни (Свецький повіт)
Бжезіни (пол. Brzeziny) — село в Польщі, у гміні Осе Свецького повіту Куявсько-Поморського воєводства.
Населення — 331 особа (2011).

## Демографія
Демографічна структура станом на 31 березня 2011 року:
|          | Загалом | Допрацездатний вік | Працездатний вік | Постпрацездатний вік |
| -------- | ------- | ------------------ | ---------------- | -------------------- |
| Чоловіки | 162     | 37                 | 109              | 16                   |
| Жінки    | 169     | 53                 | 87               | 29                   |
| Разом    | 331     | 90                 | 196              | 45                   |